# Ragnar Brügge
Ragnar Brügge, född 25 juni 1917 i Örebro, Örebro län, död 9 oktober 2003 på Bohus-Malmön, Malmöns församling, Sotenäs kommun, Västra Götalands län, var en svensk militär.

## Biografi
Brügge var i ungdomen simmare och modern femkampare, officer, gymnastikdirektör och skidlärare bl.a. chef för Gymnastik och Idrottsskolan (GIS) på Kadettskolan vid Karlbergs slott. Efter majors avsked från Bohusläns regemente i Uddevalla verksam som rikskonsulent i Svenska livräddningsällskapet (SLS).
Brügge hade en roll i filmen Bohus Bataljon 1949 och han var även journalist på tidningarna Bohusläningen och Lysekilsposten.